# Anorí
Anorí é uma cidade e município da Colômbia, no departamento de Antioquia. Está localizado na Cordilheira Central dos Andes, no nordeste do departamento.